# کوسه شش‌آبششی
کوسه شش‌آبششی (نام علمی: Hexanchus) نام یک سرده از راسته شش‌کمان‌سانان است.

## گونه‌ها
- کوسه شش‌آبششی پخ‌بینی  پیر ژوزف بوناتر, ۱۷۸۸ (Bluntnose sixgill shark)
- کوسه شش‌آبششی چشم‌درشت تنگ هو-تو, ۱۹۶۲ (Bigeyed sixgill shark)